# La Folia Barockorchester
Das La Folia Barockorchester wurde 2007 gegründet. Seitdem ist Robin Peter Müller künstlerischer Leiter und Konzertmeister des Originalklang-Orchesters.
Als ein Orchester, welches auf historischen Instrumenten spielt, ist es der sogenannten historischen Aufführungspraxis verpflichtet.
Das La Folia Barockorchester hat sich auf die Musik des 17. und 18. Jahrhunderts spezialisiert. Neben bekannten Werken von Händel und Vivaldi gilt die Beschäftigung vor allem der Musik des Dresdner Hofes mit Komponisten wie Antonio Lotti, Johann Adolph Hasse, Johann David Heinichen oder Johann Georg Pisendel.
Im Laufe seiner Karriere hat das La Folia Barockorchester mit etlichen renommierten Musikern zusammengearbeitet, darunter zum Beispiel Simone Kermes, Jan Vogler, Hille Perl, Giuliano Carmignola, Stefan Temmingh, Dorothee Oberlinger, Maurice Steger, Regula Mühlemann, Alexander Seidel und Ramón Ortega Quero.

## Einspielungen (Auswahl)
- 2017: Rediscovered treasures from Dresden. Weltersteinspielung anonymer Violinkonzerte: deutsche harmonia mundi/Sony
- 2017: Händel: (Dorothee Mields, Hille Perl), deutsche harmonia mundi/Sony
- 2017: Cleopatra. Baroque Arias: (Georg Friedrich Händel, Johann Adolf Hasse, Giovanni Legrenzi u. a.), mit Regula Mühlemann (Sopran), Sony classical
- 2015: Antonio Vivaldi: Le quattro stagioni. Stockfisch Records
- 2014: Concerti di Venezia (Antonio Vivaldi, Nicola Porpora, Benedetto Marcello). Sony classical
- 2014: Antonio Vivaldi: Concerti furiosi. deutsche harmonia mundi/Sony